# Alessio Piemontese
Alessio Piemontese, latinizzato anche in Alexius Pedemontanus (1471 circa) è stato uno scrittore italiano del secolo XVI, probabile pseudonimo di Girolamo Ruscelli.

## Biografia
Le uniche notizie esplicite sul suo conto sono riportate nella lettera "Ai Lettori" preposta ai Secreti, un volume di ricette medicinali e tecnologiche che ebbe vasta e duratura fortuna. L'editio princeps venne pubblicata a Venezia nel 1555. 
Nella lettera l'autore si presenta come un ultraottantenne di origine aristocratica, con una lunga esperienza di studio (vanta la conoscenza di latino, greco, arabo, caldeo ed ebraico) e di viaggi per 55 anni, attraverso l'Europa e l'Asia. Ha deciso di rivelare i segreti della sua scienza, per il rimorso di aver causato indirettamente la morte di un uomo, per non aver rivelato la terapia del «mal della pietra» a un medico milanese. 
Nella stessa lettera, Alessio dichiara di avere, all'epoca dei fatti, 82 anni e sette mesi. Ferguson è stato indotto a porre la sua data di nascita – considerando tempi di scrittura e pubblicazione dell'opera – nel 1471, anno riportato da molti cataloghi bibliografici.
I Secreti vennero immediatamente ristampati (edizioni dal 1557, in diverse località italiane e traduzioni in francese, ad Anversa per i tipi di Plantin). Oltre al francese, furono tradotti in inglese, latino, tedesco, spagnolo, polacco, olandese e danese. L'ultima edizione nota è stata stampata da Remondini, Bassano, nel 1791.
Nonostante i contemporanei considerassero Alessio Piemontese uno pseudonimo del poligrafo Girolamo Ruscelli, non sono mancati tentativi di attribuirgli un'identità propria. Vedi: Giammaria Mazzuchelli. In ogni caso, la maggior parte degli studiosi concorda, col Melzi, sull'identificazione con Ruscelli.
La rivendicazione più esplicita è rappresentata dal volume Secreti nuovi, pubblicato postumo al Ruscelli a cura di Francesco Sansovino.